# Musée du Tramway de Schepdael

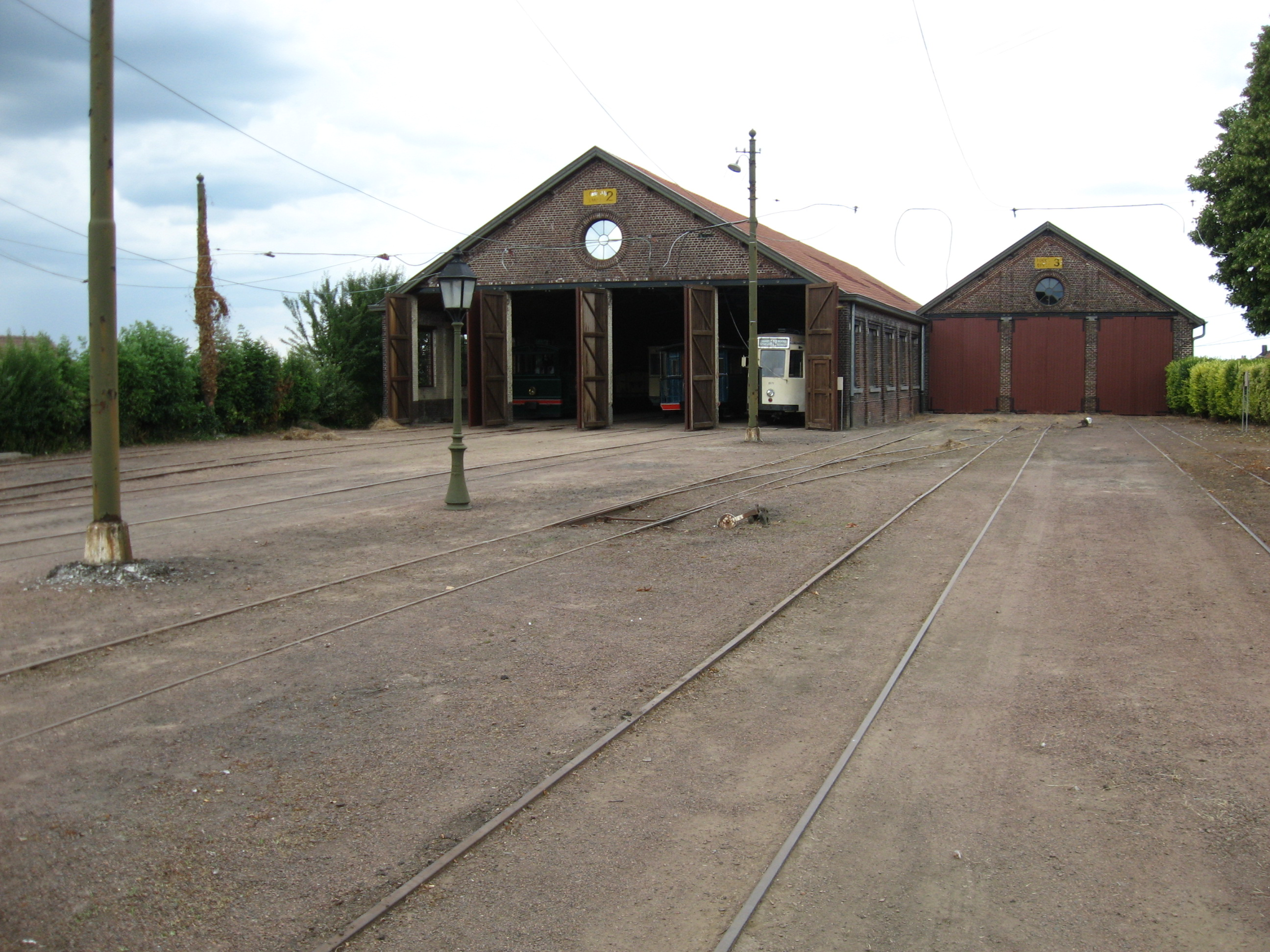
Site du musée avec vue sur deux hangars. Le hangar de droite est accessible depuis l'autre hangar.

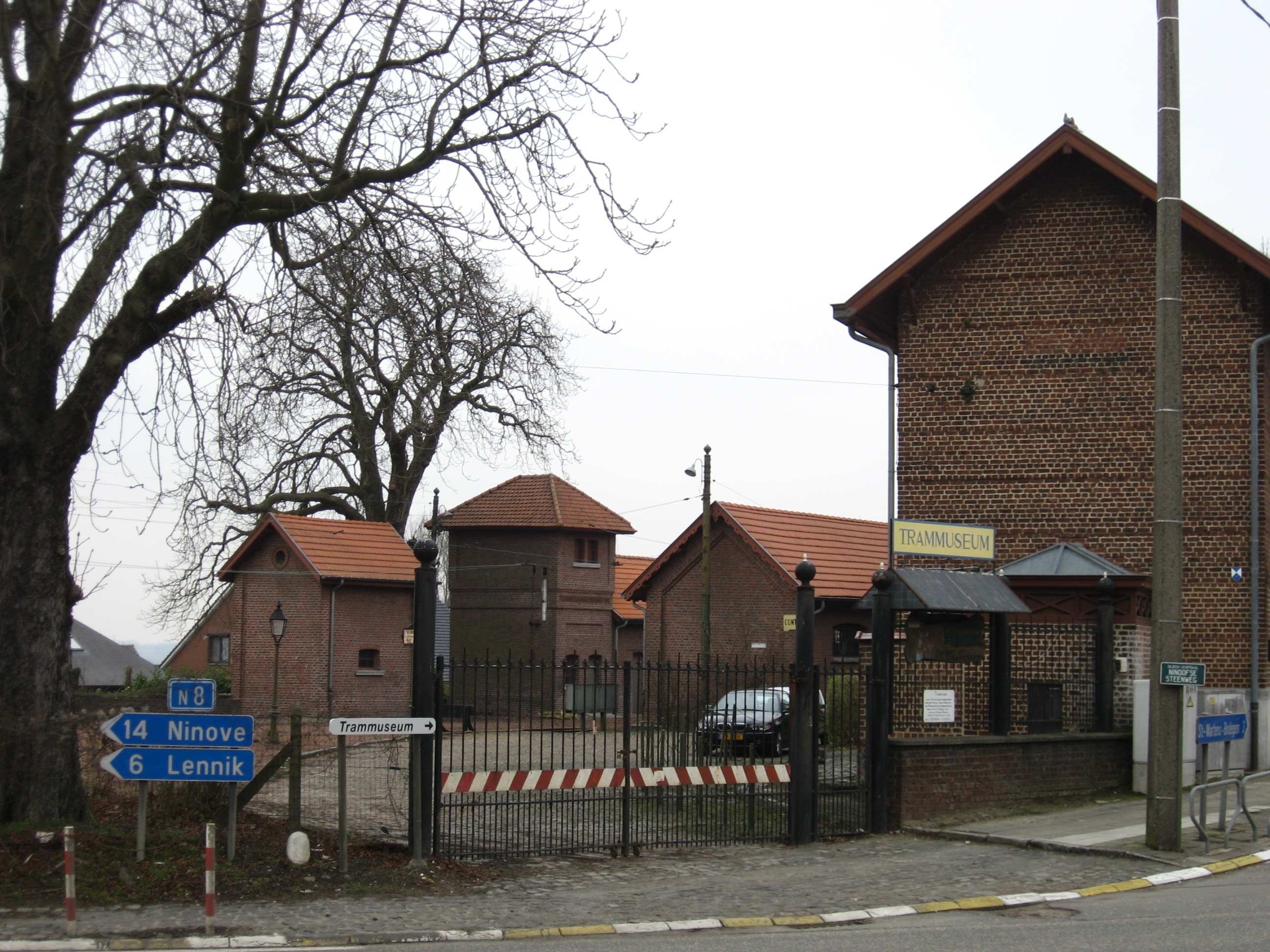
L'entrée du musée.

Le Tramsite Schepdaal est un musée de tramways à Schepdael, un lieu de la commune belge de Dilbeek, à l'ouest de Bruxelles.

## Histoire
Le 8 septembre 1887, la ligne ferroviaire vicinale à voie métrique Schepdael Porte de Ninove est mise en service à Bruxelles. Le point de départ de la ligne est à Schepdaal. Ce dépôt est devenu le musée national des chemins de fer vicinaux à partir du 5 mai 1962. Jusqu'en 1968, le dépôt était encore utilisé comme dépôt de tramways pour la ligne Ni Bruxelles - Ninove. Cette ligne de tramway, passant le long du dépôt, a été supprimée le 21 février 1970.
L'ensemble du site (bâtiment de la gare et hangars) a été protégé en 1993. Le musée était géré par des bénévoles et fermé pour rénovation en 1999. Dix ans plus tard, le 1er juillet 2009, le musée a été rouvert par l'organisation à but non lucratif "Patrimoine des Flandres".
Il reste encore beaucoup à faire, notamment la (ré)électrification du site du dépôt et le renouvellement des voies et des aiguillages, afin de rendre possible des petits déplacements en tram.

## Site
Il y a trois entrepôts où le matériel de tramway est conservé. Le hangar 1 contient du matériel à voie normale (1 435 m). Le hangar 2 contient des locomotives à vapeur et des tramways électriques avec voitures voyageurs et des wagons marchandises. Le site est resté dans son état d'origine avec à côté des hangars, un bâtiment de gare, un pont-bascule, un château d'eau, un entrepôt de bois et de sable, une pompe à eau, une réserve de charbon, une forge et une lampisterie. 
Le bâtiment de la gare abritait autrefois la maison de service du chef de gare, les guichets, la salle d'attente pour les voyageurs et les dortoirs pour le personnel des tramways qui devait travailler très tôt ou très tard.
Les locomotives de tramway à vapeur étaient logées dans le hangar 1, dans les hangars 2 et 3 se trouvaient les voitures de tram à vapeur, plus tard les tramways électriques.

## Les collections
La collection de tramways historiques est exposée dans le hangar 2. La pièce maîtresse est la voiture royale qui a été construite pour Léopold II. Cependant, on ne sait pas si Léopold II ne l'a jamais utilisée. Le Shah de Perse l’a occupée lors de sa visite à Ostende en 1900.
En outre, on peut également voir le premier tram électrique SNCV de 1894 et l'une des dernières locomotives de tram à vapeur de 1920.
Les listes suivantes ne sont pas exhaustives et devront être complétées ou actualisées au fil du temps (dernière actualisation en février 2024) :

### Locomotives à vapeur
| Matricule    | Constructeur et date               | Informations techniques | État actuel                       | Photo |
| ------------ | ---------------------------------- | --- | --------------------------------- | ----- |
| SNCV HL.1066 | Haine-Saint-Pierre, 1920 (no 1296) | - Locomotive Vicinal de type 18 (030T) à voie métrique. - 6,4 m, 18 t (22 t en ordre de marche), vitesse maximum : 30 km/h. - Timbre chaudière : 12,4 kg/cm². - Capacité de la soute à charbon : 520 kg. - Capacité de la soute à eau : 2 000 L (2 m3).                                                                             | Hors service (état d'exposition). |       |
| SNCV HL.979  | Hawthorn, 1917 (no 3228)           | - Locomotive Vicinal de type 19 (030T) à voie métrique. - 6,4 m, 18 t (21 t en ordre de marche), vitesse maximum : 30 km/h. - Timbre chaudière : 12,5 kg/cm². - Capacité de la soute à charbon : 500 kg. - Capacité de la soute à eau : 2 000 L (2 m3). - Mise hors service en octobre 1950. - Restaurée en état de marche en 1985. | Hors service (état d'exposition). |       |
| SNCV HL.813  | Saint-Léonard, 1906 (no 1468)      | - Locomotive Vicinal de type 12 (030T) à voie normale. - 7,4 m, 23 t (28,5 t en ordre de marche), vitesse maximum : 30 km/h. - Timbre chaudière : 12,4 kg/cm². - Capacité de la soute à charbon : 1 t. - Capacité de la soute à eau : 2 900 L (2,9 m3). - Acquise le 18 avril 1962.                                                 | Hors service (état d'exposition). |       |

### Autorails diesel
| Matricule | Constructeur et date | Informations techniques                                                            | État actuel  | Photo |
| --------- | -------------------- | ---------------------------------------------------------------------------------- | ------------ | ----- |
| AR.193    | CCC, 1933            | - 00 m, 00 t, vitesse maximum : 00 km/h. - Capacité du réservoir à gazole : 000 L. | Opérationnel |       |

### Motrices électriques à deux essieux et à bogies
| Matricule | Constructeur et date           | Informations techniques                                                 | État actuel | Photo |
| --------- | ------------------------------ | ----------------------------------------------------------------------- | ----------- | ----- |
| A.9314    | Constructeur et date inconnue. | - Motrice à deux essieux. - 00 m, 00 t, vitesse maximum : 00 km/h.      |             |       |
| S.9983    | Constructeur et date inconnue. | - Motrice de type SE à bogies. - 00 m, 00 t, vitesse maximum : 80 km/h. |             |       |

### Voitures à voyageurs & fourgons
| Matricule | Constructeur et date           | Informations techniques | État actuel                         | Photo |
| --------- | ------------------------------ | --- | ----------------------------------- | ----- |
| A.8947    | CCC, 1916                      | - Baladeuse à deux essieux. - Poids : 4T. - 24 places assises. | Opérationnelle (état d'exposition). |       |
| C.1505    | Constructeur et date inconnue. | - Remorque du service vapeur à deux essieux de 1re/2e classe à voie normale. | Hors service (état d'exposition).   |       |
| A.11509   | Constructeur et date inconnue. | - Remorque du service vapeur à deux essieux de 1re/2e classe. | Hors service (état d'exposition).   |       |
| A.1625    | Constructeur et date inconnue. | - Remorque Royale du service vapeur à deux essieux. - Cette voiture royale est la pièce maîtresse de la collection, elle a été construite pour Léopold II (cependant, on ne sait pas si Léopold II ne l'a jamais utilisée). Le Shah de Perse l’a occupée lors de sa visite à Ostende en 1900. | Hors service (état d'exposition).   |       |

## Galerie

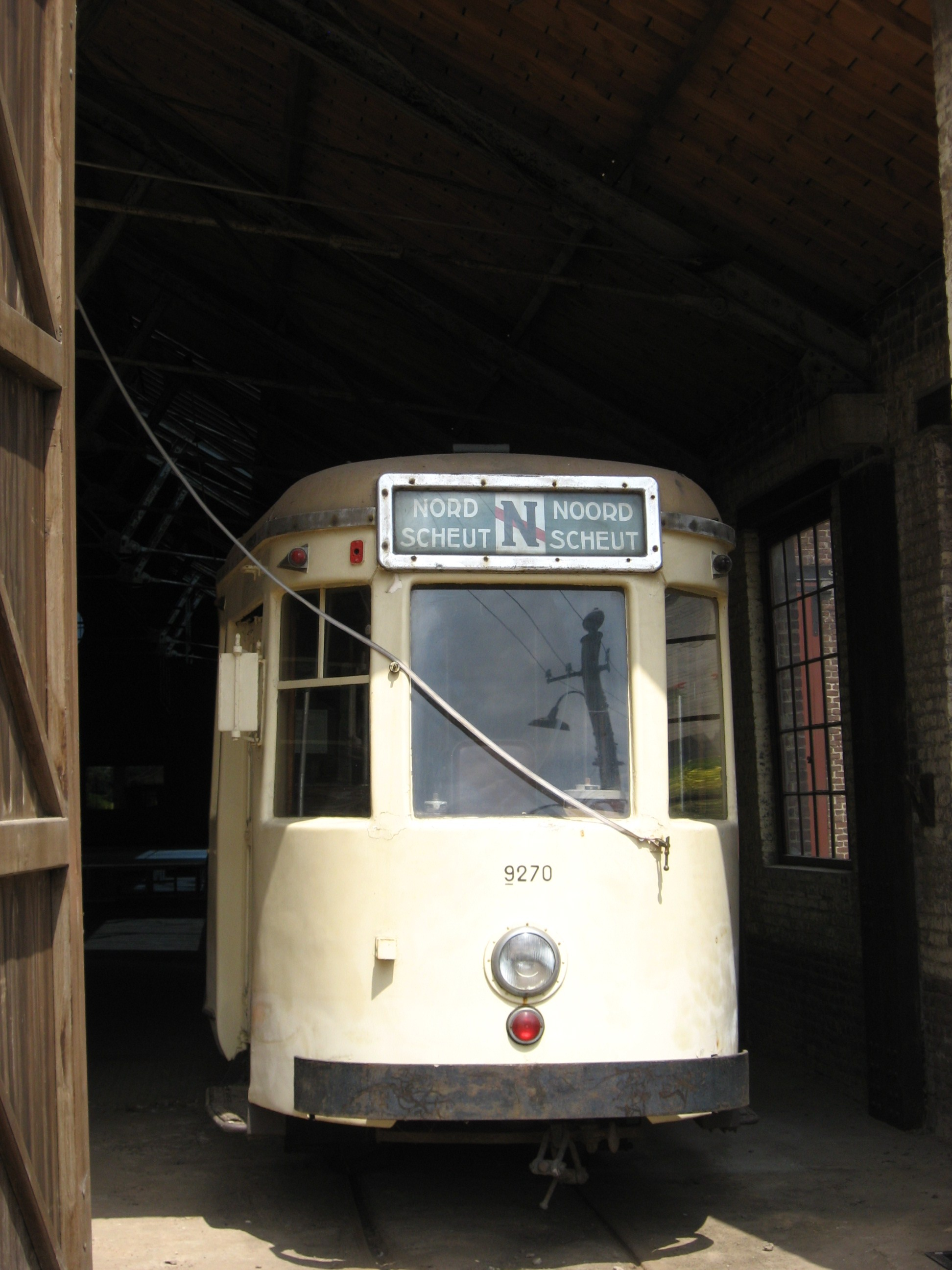
wagon SNCV type N de Bruxelles.
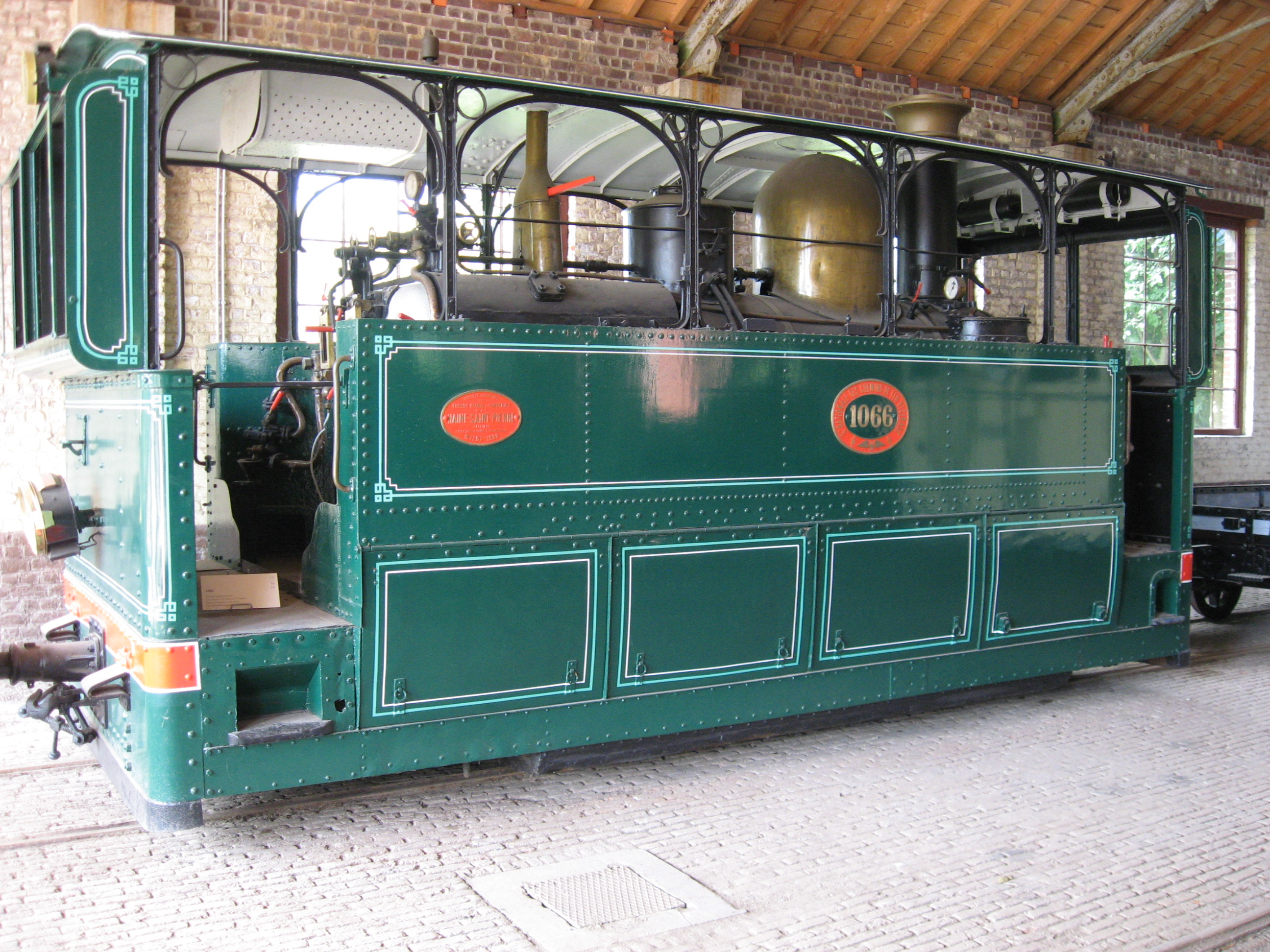
Locomotive à vapeur de tram